# Dianthus stribrnyi
Dianthus stribrnyi är en nejlikväxtart som beskrevs av Josef Velenovský. Dianthus stribrnyi ingår i släktet nejlikor, och familjen nejlikväxter. Inga underarter finns listade i Catalogue of Life.